# Арнольд Бекман
Арно́льд О́рвілл Бе́кман (англ. Arnold Orville Beckman; 10 квітня 1900, Каллом, Іллінойс, США — 18 травня 2004, Ла-Хоя, Каліфорнія, США) — американський винахідник, фізико-хімік, підприємець, інвестор та меценат. Він є автором винаходу першого pH-метра, зробив суттєвий внесок в удосконалення конструкцій спектрофотометрів, засновник першої компанії, що займалась виробництвом напівпровідникових елементів і яка поклала початок розвитку регіону Кремнієвої долини.

## Біографічні дані

### Шкільні роки
Арнольд Бекман був наймолодшим сином Джорджа Бекмана (англ. George Beckman), коваля, та його другої дружини Елізабет Еллен Джюкс (англ. Elizabeth Ellen Jewkes) . З раннього віку йому було цікаво, як все влаштовано у цьому світі. Коли йому було дев'ять, Бекман знайшов старий підручник з хімії й почав проводити досліди. Батько заохочував потяг сина до науки й дозволив йому перетворити приміщення, де зберігалися інструменти, у лабораторію.
Мати Бекмана, Елізабет, померла від діабету у 1912 році. Батько продав свою ковальську майстерню, і став займатись виїзною торгівлею ковальськими інструментами та матеріалами. Юний Арнольд підробляв піаністом у місцевому музичному гурті та працював у кулінарній крамниці. У 1914 році сім'я Бекмана перебралась до міста Нормал, розташованого на північ від Блумінгтона (штат Іллінойс), щоб молоді Бекмани могли відвідувати Університетську вищу школу (англ. University High School) в Нормал, що була лабораторною школою (англ. laboratory school) від Університету штату Іллінойс.
У 1915 році вони переїхали до самого Блумінгтона, але Арнольд продовжував відвідувати школу і де він отримав дозвіл на відвідування університетських занять професора хімії Говарда В. Адамса. Ще навчаючись у школі, Арнольд розпочав свою професійну діяльність у Блумінгтонській дослідній лабораторії, що займалась питаннями аналітичної хімії для потреб місцевої газової компанії. Він також виступав вечорами як піаніст супроводу німого кіно у кінотеатрах та акомпанував місцевим танцювальним гурткам. Бекман успішно закінчив школу, з середнім за чотири роки балом 89,41, що було найвищою рекордною для школи успішністю.

### Студентські та аспірантські роки (1918—1928)
Коли Арнольду виповнилося вісімнадцять, все ще тривала Перша світова війна, так що у серпні 1918 року він записався у морську піхоту. Він пройшов базову підготовку й потрапив до Нью-Йорка, звідки піхотинців мали перекинути у Європу, але, на щастя для нього, в листопаді війна закінчилася, і Бекману не довелося воювати у Франції. Замість цього він відсвяткував День подяки у місцевому відділенні Юнацької християнської асоціації (YMCA), де його столик обслуговувала 17-річна Мейбл Мейнцер (англ. Mabel Meinzer), котра згодом стала його дружиною.

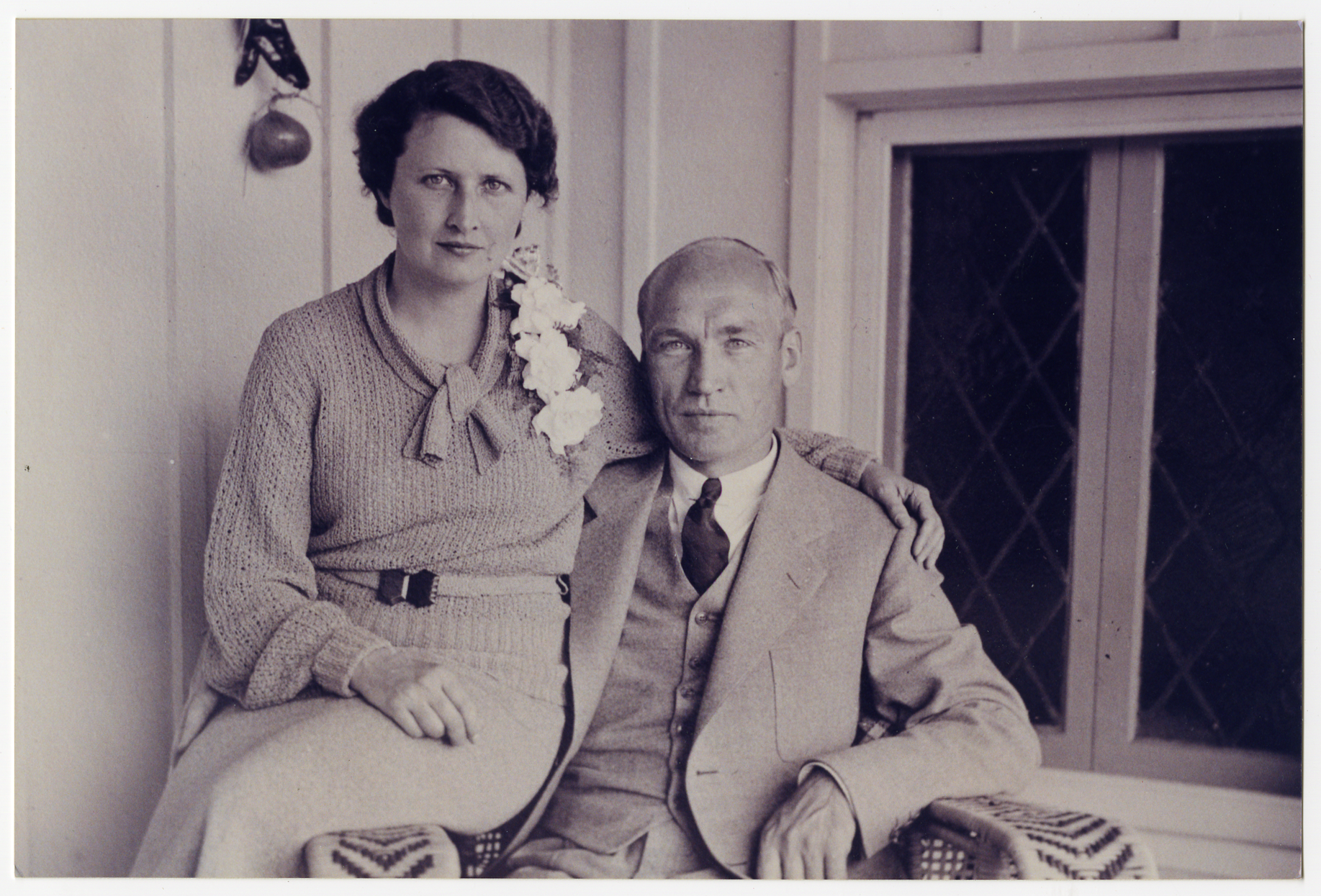
Мейбл та Арнольд Бекмани

Бекман восени 1918-го вступив до Іллінойського університету в Урбана-Шампейн. Протягом першого року він працював з Карлом Шиппом Марвелом (англ. Carl Shipp Marvel) над проблемами синтезу органічних сполук ртуті, але вони обидва захворіли зазнавши токсичного впливу ртуті. Як результат, Бекман змінив основний напрям від органічної хімії до фізичної хімії, де він працював з Вортом Родебушем (англ. Worth Rodebush), Т. А. Вайтом (англ. T. A. White) та Герхардом Дітерічсоном (англ. Gerhard Dietrichson).
У 1922 Арнольд Бекман отримав ступінь бакалавра з хімічного машинобудування, у 1923 — ступінь магістра в галузі фізичної хімії. Докторський він вирішив захищати в Каліфорнійському технологічному інституті, й провів там рік. Потім, перервавши навчання, Бекман повернувся до нареченої у Нью-Йорк та знайшов роботу в інженерному відділі електротехнічної компанії «Western Electric», підрозділі AT&T Corporation та попереднику Bell Labs, де і зародився його інтерес до електроніки.

### Період наукової діяльності (1928—1935)

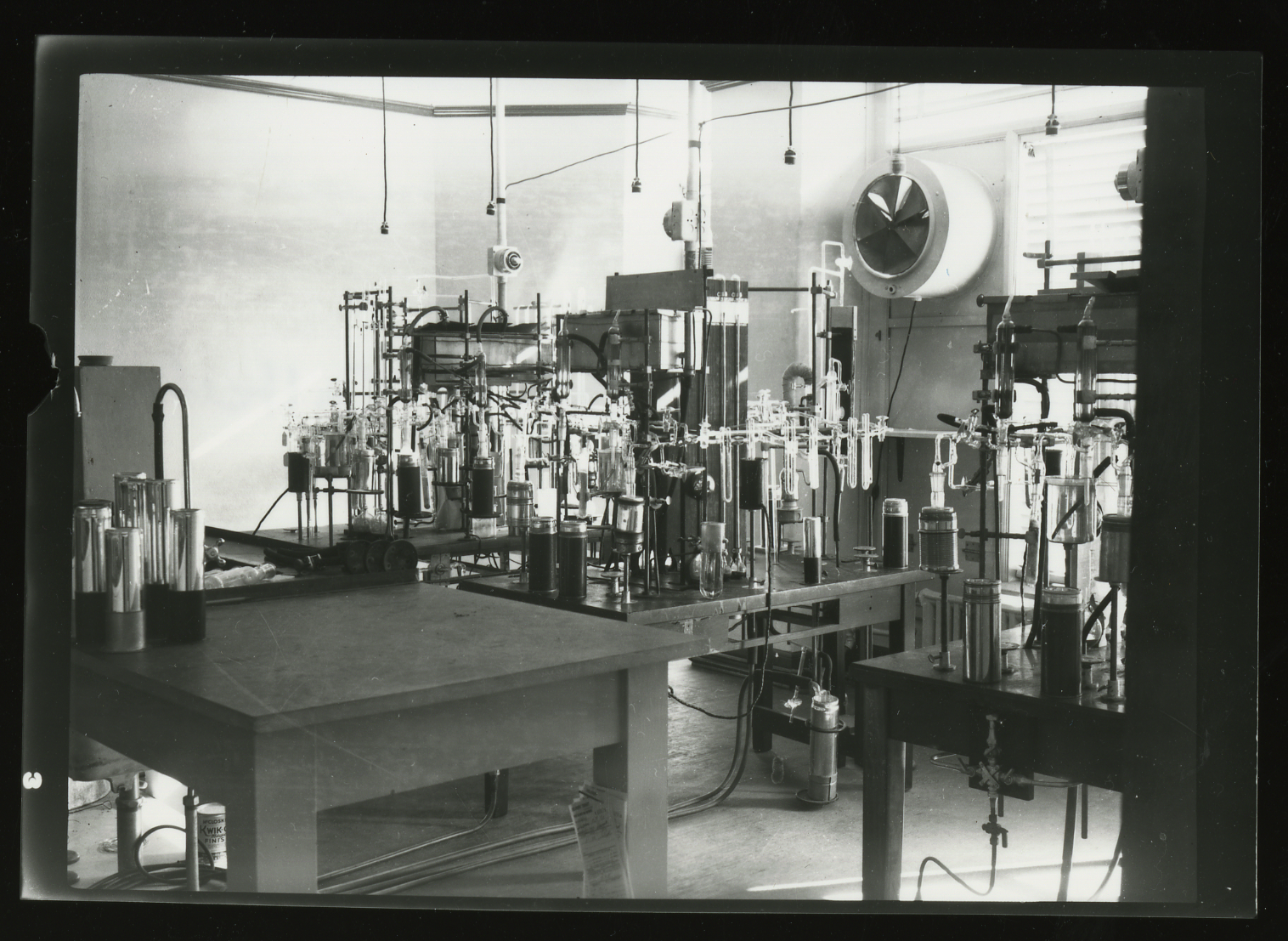
Лабораторія Арнольда Бекмана у Каліфорнійському технологічному інституті

Весілля Арнольда і Мейбл відбулось 10 червня 1925 року. У наступному році вони переїхали до Каліфорнії, де Бекман відновив навчання у Каліфорнійському технологічному інституті й здобув докторський ступінь у 1928 році. Університет запропонував молодому фахівцеві залишитися викладачем, а потім і професором, і Бекман зі зростаючою сім'єю облаштувалися в Альтадені (штат Каліфорнія), неподалік від Пасадени, де прожили понад 27 років.
Інтерес Бекмана до електроніки зробив його популярним на факультеті хімії, оскільки він чудово розбирався на створенні вимірювальних приладів та ділився своїм досвідом в склодувній справі на семінарах. З благословення Роберта Міллікена, президента університету, Бекман погодився надавати консалтингові послуги і за межами університету. Один з його клієнтів, підприємство-виробник цитрусових «Sunkist Growers, Incorporated», зазнавало труднощів у забезпеченні контролю за процесом виробництва. Лимони нетоварного вигляду переважно йшли на переробку на пектин або лимонну кислоту. Як консервант використовувався діоксид сірки. Компанії потрібно було щось, що дозволяло б визначати кислотність продукту на будь-якій стадії процесу, оскільки відомі методи, на зразок лакмусового папірця, працювали не дуже надійно
Бекман винайшов свій pH-метр у середині 1930-х років і перший зразок приладу — тоді він називався «кислотометр» (англ. acidimeter), тобто вимірювач кислотності, — важив до семи кілограмів. Згодом, прилад отримав назву «pH-метр».

### Період діяльності у приладобудівній галузі (1935—1960)
8 квітня 1935 р. Бекман створив свою компанію під назвою «National Technical Laboratories», орієнтовану на виготовлення наукових приладів. Компанія взяла в оренду приміщення й розпочала виробництво рН-метрів. Продажі були досить великими і у 1939 Бекман покинув роботу в інституті та обійняв посаду президента компанії.
У 1940 році обладнання, необхідне для вимірювання світлової енергії у видимому спектрі, коштувало аж 3000 доларів, що на той час було величезною сумою. Існував також інтерес до вивчення спектрів ультрафіолетового діапазону. Бекман поставив собі за мету створити простий у використанні інструмент для спектрофотометрії. Дослідницька група Бекмана під керівництвом Говарда Кері розробила декілька моделей.

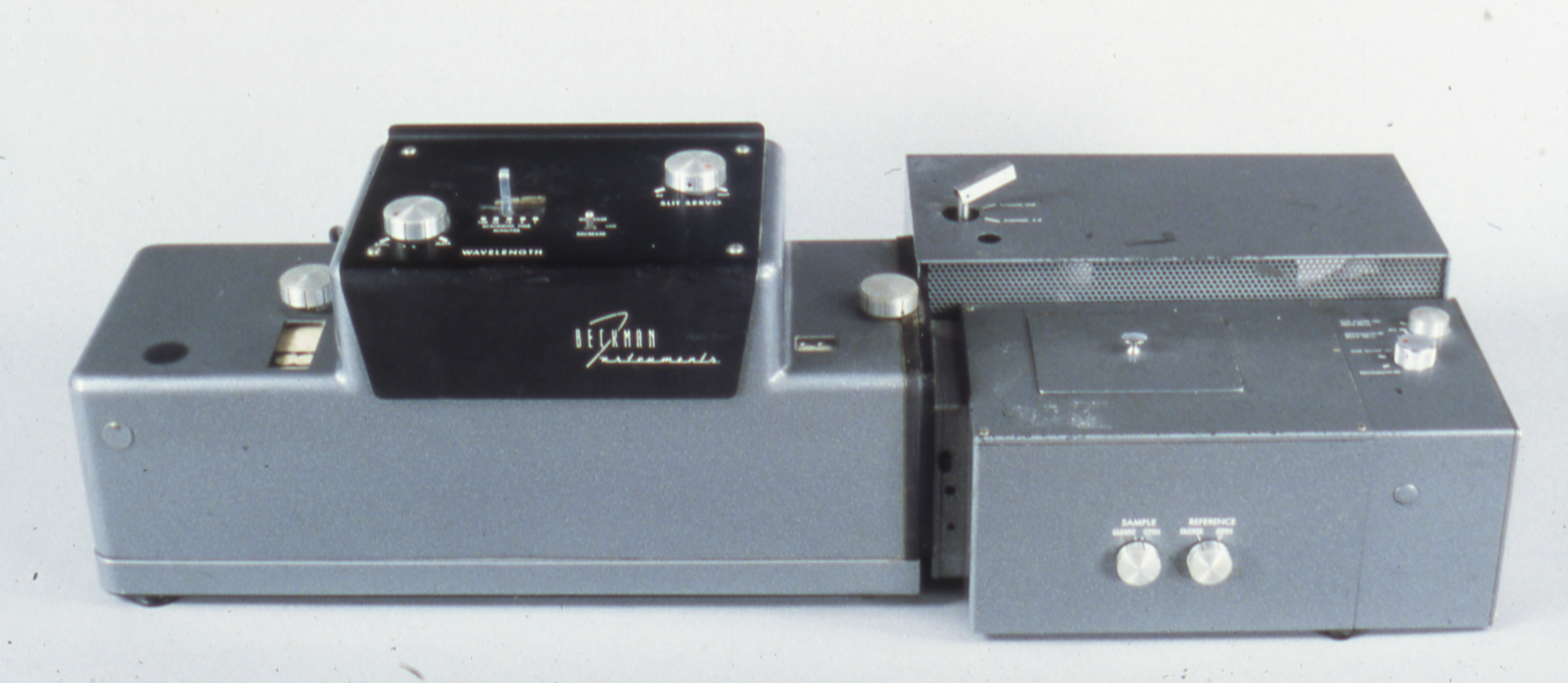
Спектрофотометр моделі DK1 для ультрафіолетового діапазону

Нові спектрофотометри використовували призму для розкладання світла на спектр, пропускаючи його через зразок та за допомогою лампового фотоелемента вимірювали енергію світла пропускання у будь-якій ділянці спектру. Прилади дозволили швидко будувати спектр поглинання речовини, що міг бути ідентифікатором речовини за аналогією відбитка пальця. За моделлю D Бекмана, згодом відомого як спектрофотометр DU, «National Technical Laboratories» успішно забезпечили виробництво на основі оптичних та електронних компонентів першого простого у використанні пристрою поглинальної ультрафіолетової спектрофотометрії. Національне бюро стандартів провело тестування з метою підтвердження точності та повторюваності результатів вимірювань приладом DU й дало рекомендацію на його використання.
У 1942 році він створив за секретним замовленням від американської гумової промисловості спектрофотометр для інфрачервого діапазону, засекречений прилад, матеріали по якому було дозволено опублікувати лише після війни.

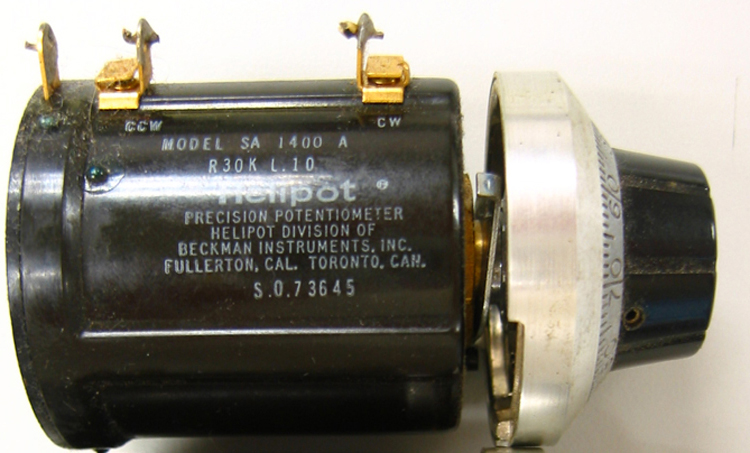
Потенціометр Бекмана Helipot марки SA1400A

У той час, коли Бекман займався інфрачервоною спектрометрією, до нього звернувся Пол Розенберг, який працював у Радіаційній лабораторії Массачусетського технологічного інституту. Лабораторія була частиною секретної мережі науково-дослідних інститутів у Сполучених Штатах та Великій Британії, що працювали над удосконаленням конструкцій радіолокатора та радіопеленгатора. Керівництво проекту зацікавилось Бекманом, як розробником високоякісних потенціометрів, що слугували засобами регулювання у його рН-метрах. Бекман сконструював високоточні потенціометри під назвою «helipot» (від англ. helical potentiometer — спіральний потенціометр), які на порядок перевищували за точністю інші аналоги. Однак для використання у військовій техніці (літаках, кораблях, підводних човнах) пристрої слід було доробити для роботи в умовах вібрацій та ударів. Бекман, в умовах секретності, чудово справився із задачею і налагодив випуск таких потенціометрів. Модель потенціометра Бекмана «Helipot» була надзвичайно популярною у виробників військової техніки. Протягом першого року виробництва продажі потенціометрів забезпечили 40 % доходів компанії. Згодом, Бекман відокремив «Helipot Corporation» від інших структур, щоб повністю зосередитись на виробництві електронних компонентів.
У 1940-х роках військові мали потребу у вимірювачі концентрації кисню у газових сумішах, що був необхідний для авіації та підводного флоту. Такий прилад було розроблено Лінусом Полінгом (англ. Linus Pauling) з Каліфорнійського технологічного інституту і виробництво засекреченого приладу було доручене Бекману. Для організації виробництва Бекман створив дочірню компанію «Arnold O. Beckman, Inc.». Виробництво кисневих лічильників вимагало виготовлення мініатюрних високоточних скляних деталей. І з цим завданням Бекман впорався, створивши склодувну машину з високоточним регулюванням потоку повітря для видування мініатюрних скляних кульок. Після війни Бекман розробив кисневі аналізатори для іншого ринку. Їх було використано для спостереження за станом повітря в інкубаторах для недоношених дітей.
Крім того, компанія Arnold O. Beckman, Inc виготовляла мініатюрні дозиметри для персоналу, що брав участь у Мангеттенському проекті.

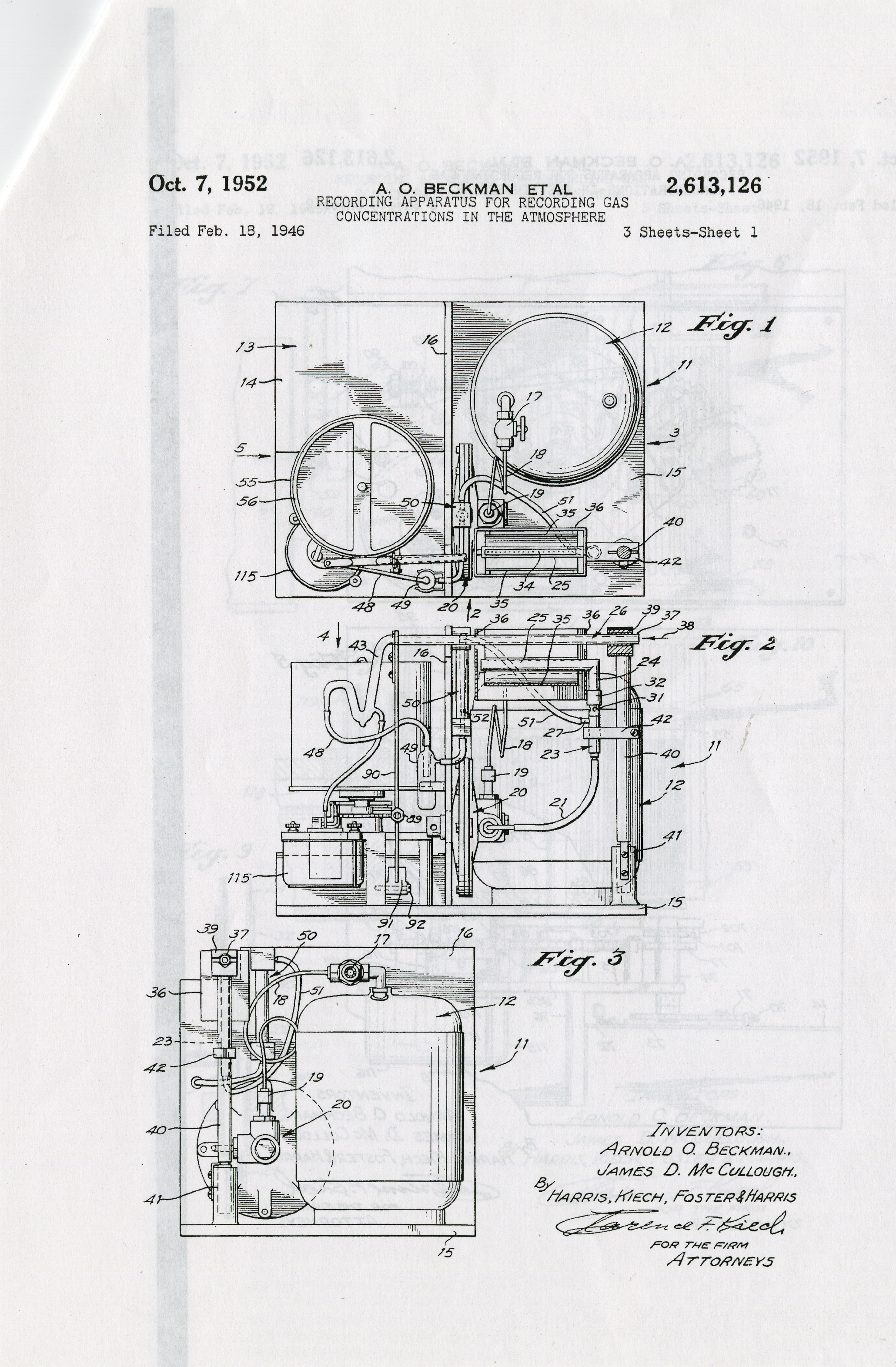
Patent 2613126, Apparatus for recording gas concentrations in the atmosphere

В кінці 1940-х років у США і зокрема в Каліфорнії постала проблема боротьби з забрудненням повітря. Торгово-промислова палата Лос-Анджелеса звернулася до Бекмана з проханням представити їх у справі про створення місцевого підрозділу. Коли він був сформований, Бекману запропонували стати науковим консультантом з питань контролю за забрудненням повітря. Він займав посаду з 1948 по 1952 рік. Бекман розробив інструмент для його вимірювання. У 1952 році він отримав патент на «реєстратор кисню», який використовував колориметричні методи вимірювання концентрацій сполук, присутніх в атмосфері . Компанією «Beckman Instruments, Inc.» (колишня «Arnold O. Beckman, Inc.») у 1950-х роках зрештою було розроблено низку інструментів різного призначення для моніторингу та обробки результатів вимірювання вмісту вихлопних газів та забруднення повітря у цілому. Вони навіть випускали «мікроавтобуси для контролю якості повітря», індивідуальні лабораторії на колесах, що використовувались урядом та промисловістю.
Сам Бекмана запропонував губернатору Каліфорнії Гудвіну Найту свою кандидатуру, щоб очолити Спеціальний комітет із забруднення повітря, з метою розроблення шляхів боротьби із смогом. Наприкінці 1953 року комітет опублікував свої висновки, які отримали назву «Біблія Бекмана», де вказано на негайні заходи, що слід провести, а саме:
- припинити витік випарів з нафтопереробних заводів та автозаправних станцій;
- встановити стандарти на обмеження шкідливих речовин у вихлопі автомобілів;
- перевести дизельні вантажні автомобілі і автобуси на пропан;
- забруднюючим виробництвам обмежити шкідливі викиди або вивести їх за межі міст;
- заборонити відкрите спалювання сміття;
- розвивати регіональні масові перевезення.

### Меценатство
У 1955 році Бекман заснував «Shockley Semiconductor Laboratory», щоб фінансувати дослідження Вільяма Шоклі в галузі напівпровідників. Літня мати Шоклі жила в Пало-Альто, тому він організував лабораторію в сусідньому Маунтін-В'ю, що поклало початок створенню Кремнієвої долини.
Останні роки свого довгого життя (прожив 104 роки) Бекман провів у містечку Корона-дель-Мар (Corona del Mar). Він активно займався філантропією через фонд, заснований разом з дружиною «Arnold and Mabel Beckman Foundation», котрий передав понад 400 мільйонів доларів різним благодійним установам і організаціям. Бекман, в основному, робив пожертвування на наукові цілі. Бекман і його сім'я фінансували, приміром, створення школи, названої на його честь, в Ірвайні (штат Каліфорнія).

## Почесні звання та нагороди
У 1976 році він став членом Американської академії мистецтв і наук; у 1987 році увійшов до Національної зари слави винахідників США; у 1999 — нагороджений Медаллю суспільного блага (англ. Public Welfare Medal) від Національної академії наук США.
У каліфорнійському місті Брі, у штаб-квартирі «Beckman Coulter», знаходиться музей, присвячений Арнольду Бекману.